# Sulo Penttilä
Sulo Vihtori Penttilä, född 17 juni 1923 i Töysä, död 3 augusti 1994 i Helsingfors, var en finländsk fackföreningsledare. 
Penttilä var anställd vid G.A. Serlachius Oy:s pappersbruk i Mänttä 1945–1950 och funktionär i Pappersförbundet 1951–1966. Han blev förste sekreterare vid Finlands Fackföreningars Centralförbund (FFC) 1966 och innehade den inflytelserika posten som ordförande i Metallarbetarförbundet 1967–1983, som under denna tid i det närmaste tredubblade sitt medlemsantal. Han blev 1969 medlem av styrelsen för det nybildade FFC, vars verksamhet han i hög grad bidrog till att utforma.